# Scriptorium van Bobbio

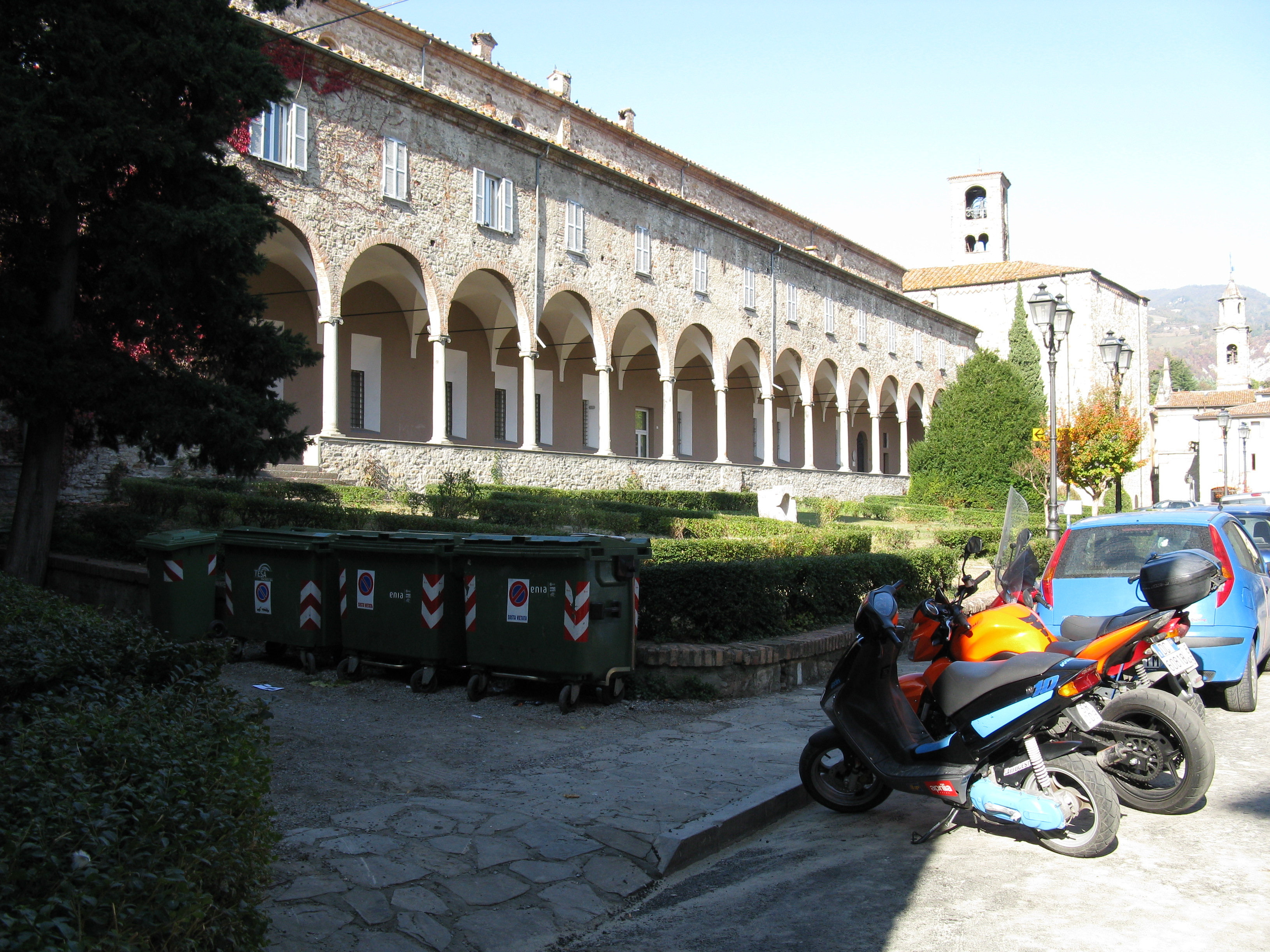
Het portiek en de tuin van het Scriptorium aan de Piazza Santa Fara

Het Scriptorium van Bobbio was het scriptorium van de abdij van San Colombano in Bobbio die in het begin van de zevende eeuw werd opgericht. In 982 werden er meer dan 700 handschriften bewaard. Van de zevende tot de negende eeuw was Bobbio het belangrijkste centrum voor de productie van handschriften van Noord-Italië. De abdij werd in 614 gesticht door de heilige Columbanus, een Ierse monnik.

## Geschiedenis
Sint Columbanus schreef zijn eigen kloosterregel die vooral verschilde van de regel van Benedictus in de straffen en penitenties die werden opgelegd. Maar ook hier voorzag de regel in de dagelijkse studie en arbeid. De abt Attala (615-627) stichtte het scriptorium van de abdij. Het werd snel het centrum van een netwerk van scriptoria in de kloosters van de orde in Lombardije.
Volgens een aantal historici zou het edict van Rothari in het scriptorium van Bobbio geschreven zijn in 643. Het edict van koning Rothari was de eerste geschreven wettekst van Lombardisch (Germaans) recht uit de middeleeuwen.

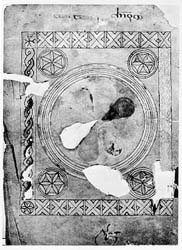
Folio 1v van de Ambrosiana Orosius bevat de oudst bewaarde tapijtpagina van alle insulaire manuscripten

De eerste manuscripten die in het scriptorium werden geproduceerd waren gebaseerd op de Ierse voorbeelden in de insulaire stijl die Columbanus had meegebracht. Een mooi voorbeeld hiervan is de Ambrosiana Orosius. De monniken van het scriptorium van Bobbio gebruikten naast de Ierse voorbeelden ook hun eigen schema van abbreviaturen.
Een belangrijke bijdrage aan de verzameling van de bibliotheek was de schenking door de heilige Dungal van zijn persoonlijke bibliotheek van 27 manuscripten.
Abt Gerbert van Aurillac, de latere paus Sylvester II, liet in 982 een catalogus opstellen van de werken die zich in de bibliotheek bevonden. De catalogus noemt meer dan 700 werken waaronder het Glossarium Bobiense van de 9e eeuw, een van de eerste middeleeuwse encyclopedische werken. Naast de liturgische werken en de patristische literatuur, bevatte de bibliotheek werken van antieke auteurs als Plautus, Vergilius, Terentius, Ovidius en Cicero en daarnaast werken over de grammatica, wetenschappelijk traktaten, werken over het recht, geschiedenis, geneeskunde, landbouw, kunsten en muziek. Ook geschiedschrijvers zoals Livius, Lucanus en Orosius ontbraken niet.
De abdij schakelde in de negende eeuw over op de Benedictijnse regel. De bibliotheek raakte mettertijd verspreid. Een belangrijk deel van de werken werd in 1606 opgenomen in de Biblioteca Ambrosiana door Federico Borromeo. Er werden ook 26 werken aan paus Paulus V geschonken in 1618, die terechtkwamen in de Vaticaanse Bibliotheek. Ook aan de universiteitsbibliotheek van Turijn werd een aantal werken in bruikleen gegeven. Een deel hiervan ging verloren bij de brand van de bibliotheek in 1904. De bibliotheek van San Colombano in Bobbio bleef actief tot omstreeks de opheffing van de abdijen in 1804 tijdens het napoleontisch regime.
Zelfs na de verspreiding van een groot gedeelte van de werken in de bibliotheek, bezit het scriptorium nog 25 van de oudste 150 manuscripten met Latijnse literatuur die vandaag bekend zijn.